# Monte Tmolo
El monte Tmolo (en griego Τμώλος, en latín Tmolus), Tmolos, Tmolus o Timolus es una montaña de Lidia, en el límite de las provincias turcas actuales de Manisa y de Esmirna, que separa las cuencas fluviales del Caístro (Küçük Menderes) al sur y el Gediz (Hermo) al norte.
Esta cadeña montañosa se llama Boz Dağlar, en turco «montañas argénteas/grises». Se extiende a unos 130 km del golfo de Esmirna en la llanura de Alaşehir. Este macizo es célebre por el río Pactolo, el cual tiene su nacimiento en este monte, lo mismo que otro curso de agua conocido desde la Antigüedad clásica, el río Caístro, cuya fuente se sitúa en la parte oriental de su punto culminante.

## Mitología
Según Plutarco (46-125), el monte Tmolo se llamaba Carmanorion (en griego: Καρμανόριον), del nombre de un hijo de Dioniso, que murió de la herida que le infligió un jabalí durante su caza. El nombre de Tmolo proviene de un rey de Lidia, llamado Tmolo, hijo de Ares quien cayó enamorado de una ninfa que violó en un templo de Artemisa. La ninfa se suicidó y la diosa castigo al culpable, que quedó empalado en estacas aceradas. El hijo del rey dio el nombre de su padre a la montaña para honrarlo.

## Riquezas del monte Tmolo

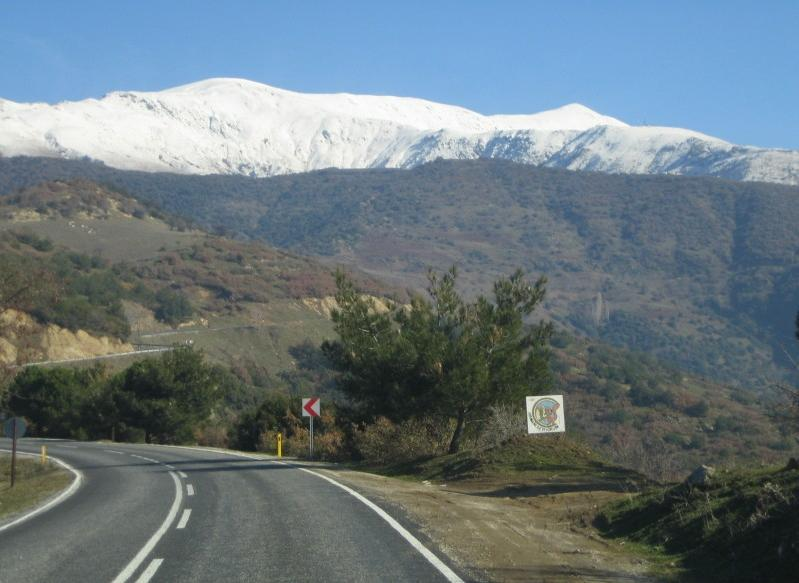
Ascensión al monte Bozdağ (monte Tmolus) en la provincia de İzmir, Turquía occidental.

### En la Antigüedad
Minerales
Los autores griegos y latinos celebraron las riquezas del monte. La riqueza en oro, concretamente en electrum, forjó la reputación de la montaña y del Pactolo, pero desde el siglo I a. C. este recurso está agotado. La región proporcionaba otro mineral que Estrabón (57 a. C.-25 d. C. llama pseudargiro (en griego antiguo: ψευδάργυρος, pseudo-plata) en estado nativo:

En los alrededores de Andira hay una piedra que cuando se quema se convierte en hierro, calentada al horno con un poco de tierra, destila una falsa plata que al añadírsele bronce produce lo que se llama una aleación, a la que algunos llaman bronce de la montaña. También se produce falsa plata en los alrededores del Tmolo.

Plutarco tiene en cuenta un mineral maravilloso al que llama arurophylax (en griego: arouraphylax, ἀρουραφύλαξ, «¿guardián de la tierra (cultivada)?»): 

Cada vez que los ladrones se acercan, esta piedra emite el sonido de una trompeta, y los ladrones piensan que son perseguidos, huyen y caen en los precipicios. El lugar donde mueren de  una muerte violenta se llama la prisión de Pactolo».

Otro producto maravilloso del monte, según Plutarco, es la planta cuyas flores son de color púrpura; llamada crisopola (en griego: χρυσοπόλη), que habría permitido a los lidios conocer el oro en aleación (oro blanco):

Para probar si el oro es puro, mientras está en fusión, se aproximan a esta planta, y si el oro está sin aleación, las hojas de la crisopola se doran y retienen la sustancia de este metal; pero si se altera, rechazan este material degenerado.

Productos agrícolas
La montaña era reputada por ser rica en caza. Fue en el curso de una partida de caza cuando el rey Tmolo tuvo su aventura.
Según Virgilio era también una fuente de azafrán: «No veas cómo el monte Tmolo nos envía sus crocus odorantes». También eran célebres los vinos de la zona.

## Turismo
Sardes
Sardes está en el flanco septentrional del macizo montañoso, atravesada por el río Pactolo en el valle del Gediz.
Bozdağ
La ciudad denominada Bozdağ, en el distrito de Ödemiş (provincia de Esmirna) tiene una estación de esquí alpino entre los 1528 m, altura de la ciudad, y los 2157 m de la cima.
Lago Gölçük
Un poco al oeste de Bozdağ, se encuentra en un cráter volcánico el lago Gölçük, a 970 m de altitud. Junto con el pueblo de Bozdağ es un lugar que aprecian los ciudadanos durante el verano.
Birgi
Birgi está en el valle del Caístro, cerca de Ödemiş. Es una pequeña ciudad construida en el siglo XIV. Sin embargo, la mayoría de las casas son de los siglos XVIII y XIX. La Ulu camii (en turco: gran mezquita) de madera, de arte  selyúcida, fue edificada por Mehmed Bey, fundador del emirato de Aydın que hizo de Birgi su capital en 1308. La mezquita se construyó en 1313.
Hypaipa
Hypaipa (Hypépas o Hypaepes, en griego Ὑπαιπα; en latín Hypæpa) es una pequeña ciudad situada en la vertiente sur del monte Tmolo , a unos 6 km al norte de Ödemiş, cerca de la localidad de Günlüce. El sitio noha sido objeto de excavaciones arqueológicas. En las fuentes aparece participando en la primera guerra mitridática, en alianza con Mitrídates VI Eupator por temor a ser tratada como la isla de Quíos después de la batalla de Queronea (86 a. C.) Esta ciudad estuvo habitada por una comunidad de origen persa, que conservó los dioses y los ritos orientales.